# Karacabey
Karacabey – miasto w Turcji w prowincji Bursa.
Według danych na rok 2000 miasto zamieszkiwało 40 624 osób.